# Seznam jezer ve Švédsku
Švédská jezera (švédsky jezero - insjöar nebo sjö, množné číslo insjöar nebo sjöer). 
Seznam švédských jezer s plochou přes 100 km² bez švédských přehrad seřazen podle rozlohy.1
| jezero            | kraj                                             | rozloha (km²) | poloha (m n. m.) | hloubka (m) | odtok                    |
| ----------------- | ------------------------------------------------ | ------------- | ---------------- | ----------- | ------------------------ |
| Vänern            | Värmland, Västra Götaland                        | 5 648         | 44               | 106         | Göta älv                 |
| Vättern           | Västra Götaland, Jönköping, Örebro, Östergötland | 1 893         | 88               | 119         | Motala ström             |
| Mälaren           | Stockholm, Uppsala, Västmanland, Södermanland    | 1 122         | 1                | 64          | Norrström                |
| Hjälmaren         | Västmanland, Södermanland, Örebro                | 483           | 18               | 22          | Eskilstunaån             |
| Storsjön          | Jämtland                                         | 464           | 292              | 74          | Indalsälven              |
| Siljan a Orsasjön | Dalarna                                          | 354           | 161              | 134         | Österdalälven (Dalälven) |
| Torneträsk        | Norrbotten                                       | 332           | 342              | 168         | Torne älv                |
| Hornavan          | Norrbotten                                       | 283           | 425              | 221         | Skellefte                |
| Uddjaure          | Norrbotten                                       | 269           | 420              | ?           | Skellefte                |
| Akkajaure         | Norrbotten                                       | 261           | ?                | ?           | Luleälven                |
| Bolmen            | Jönköping, Kronoberg, Halland                    | 198           | ?                | 37          | Bolmån                   |
| Ströms vattudal   | Jämtland                                         | 183           | ?                | ?           | ?                        |
| Storavan          | Norrbotten                                       | 173           | 419              | 21          | Skellefte                |
| Storuman          | Västerbotten                                     | 169           | ?                | 139         | Ume                      |
| Kallsjön          | Jämtland                                         | 158           | ?                | 134         | Indalsälven              |
| Stora Lulevatten  | Norrbotten                                       | 155           | ?                | ?           | Lule                     |
| Åsnen             | Kronoberg                                        | 150           | 138              | ?           | Mörrumsån                |
| Sommen            | Östergötland                                     | 132           | ?                | 53          | Svartån, Östergötland    |
| Skagern           | Skaraborg                                        | 124           | ?                | ?           | Gullspångsälven          |
| Flåsjön           | Jämtland                                         | 114           | ?                | ?           | Ångermannälven           |
| Virihaure         | Norrbotten                                       | 112           | ?                | ?           | Lule                     |
| Torrön            | Jämtland                                         | 103           | ?                | ?           | Indalsälven              |
| Glafsfjorden      | Värmland                                         | 102           | ?                | ?           | Byälven (Göta älv)       |
| Malgomaj          | Västerbotten                                     | 101           | ?                | ?           | Ångermanälven            |